# Robert Bruce
Robert I. Bruce (dvorac Turnberry, 11. srpnja 1274. – Cardross, Škotska, 7. lipnja 1329.), škotski kralj od 1306. do 1329. i grof od Carricka (kao Robert VIII.) iz dinastije Bruce. Od 1295. do 1304. godine, podupirao je bunu Williama Wallacea (o. 1270. – 1305.) protiv Engleza. Godine 1314. teško ih je porazio, čime je postigao faktičku neovisnost Škotske. Bio je znameniti vojskovođa i jedan od najpoznatijih škotskih nacionalnih junaka.

## Životopis

### Rani život i Wallaceov ustanak
Potomak je anglo-normanske obitelji Bruce, koja je došla u Škotsku u 12. stoljeću. Budući da je njegov djed, lord Robert V. de Bruce († 1295.), bio u rodbinskoj vezi sa škotskom kraljevskom obitelji, tražio je krunu za sebe, u trenutku kada je 1290. godine prijestolje ostalo upražnjeno. Međutim, engleski kralj Eduard I. († 1307.) se nametnuo kao feudalni gospodar Škotske te je škotsku krunu i prijestolje dodijelio svom odabraniku, Ivanu de Balliolu.
Godine 1292., Robertov otac, Robert VI. († 1304.), odrekao se naslova grofa od Carricka u korist sina. Budući da se klan Bruce opirao Johnu Balliolu, kojeg nisu htjeli priznati za škotskog kralja, priznali su Robert i njegov otac 1296. godine suverenitet engleskog kralja Eduarda. U trenutku kada je William Wallace podigao u Škotskoj veliku pobunu protiv engleskog kralja, koji je bio na putu u Francuskoj, Bruceovi su i dalje ostali naklonjeni engleskom kralju, očekujući da će engleska invazija pomoći rušenju Ivana Balliola s vlasti i pomoći Bruceovima da se domognu krune.
Godine 1297. Robert se definitivno priklonio ustanku pod vodstvom Williama Wallacea. Međutim, unatoč početnom uspjehu u bici kod Stirlinga, u kojoj je poražena engleska vojska, međusobni sukobi i trzavice među Škotima, dovele su 1298. godine do poraza Williama Wallace, nakon čega je Robert Bruce opet potpisao vjernost engleskom kralju. Poslije iskazivanja lojalnosti, kralj Eduard I. postavio je Roberta Bruca i Johna Comyna, nećaka Ivana Balliola, za zaštitnike Škotske. Dana 10. veljače 1306. godine, Robert je dao ubiti Johna Comyna u franjevačkoj crkvi u Dumfriesu, čime se riješio direktnog rivala u borbi za škotsku krunu.

### Kralj Škota
Dana 25. ožujka 1306. godine, Robert Bruce okrunjen je za škotskog kralja. Položaj novog škotskog kralja bio je izuzetno težak. Kralj Eduard I. smatrao ga je izdajnikom i nastojao je skršiti njegovu pobunu. Budući da su Englezi imali niz vojnih garnizona smještenih po Škotskoj, kralj Robert I. je u početku pretrpio dva vojna poraza. Prvi put je bio poražen 19. lipnja u Methvenu, kod Pertha, a drugi put 11. kolovoza kod Dalryja blizu Tyndruma, nakon čega su njegova žena i mnogi pristaše uhvaćeni i zarobljeni, a trojica njegove braće su pogubljena.
Poslije poraza, Robert je postao bjegunac i morao se skrivati na udaljenom otoku Rathlinu kraj irske obale. Početkom 1307. vratio se u Aryhire, gdje je dobio podršku preostalog brata Eduarda, a uskoro je ponovno okupio oko sebe brojne pristaše i započeo iznimno uspješno gerilsko ratovanje. Godine 1313. Robert je osvojio grad Perth, u kojem se nalazio engleski garnizon, a njegovi saveznici zauzeli su pokrajinu Galloway i naposljetku Edinburgh (1314.). Dana 24. lipnja 1314. godine, kralj Robert I. potukao je veliku englesku vojsku u bitci kod Bannockburna, čime je osigurao faktičnu neovisnot Škotske.

### Borba za priznanje suvereniteta
Nakon što je protjerao engleske okupacijske, Robert I. je usmjerio sve svoje aktivnosti kako bi prislio engleskog kralja Eduarda II. († 1327.) da ga i formalno prizna kraljem Škotske i Škotsku kao neovisnu zemlju. Zbog stalnog uznemiravanja od strane Engleza, škotsko je plemstvo i kler 1320. godine, javnim aktom potvrdilo Roberta za zakonitog kralja, a isto je nešto kasnije učinio i papa Ivan XXII. (1316. – 1334.). U međuvremenu, Robert I. je vršio stalne napade na sjeveru Engleske, nanoseći Englezima veliku štetu, kako bi ih prisilio na pregovore.
Poslije Eduardova zarobljavanja i ubojstva 1327. godine, regenti koji su upravljali u ime maloljetnog Eduarda III. pristali su dogovoriti mir s Robertom te su ga 1328. godine, na temelju potpisanog ugovora u Northamptonu, priznali za zakonitog kralja Škotske i odbacili sve engleske pretenzije na Škotsku.
U razdoblju nakon 1314. godne, kralj Robert I. nastojao je izvršiti konsolidaciju kraljevstva i obnoviti strukture kraljevske vlasti koja je nestala 1296. godine. Oduzeo je zemlju svim pristašama engleskog kralja i darovao je svojim pristašama, čime je od nekih od njih učinio izuzetno moćnim dinastima. Također, organizirao je iznova administraciju, a 1324. godine dobio je sina, David II. Bruce, koji ga je naslijedio na prijestolju.

## Vanjske poveznice
- Robert I. Bruce - Proleksis enciklopedija
- Robert Bruce - Britannica Online (engl.)
- Robert Bruce - biographyonline.net (engl.)

| Prethodnik:                  | Škotski kralj (1306. - 1329.) | Nasljednik:               |
| Ivan Balliol (1292. – 1296.) | Škotski kralj (1306. - 1329.) | David II. (1329. – 1371.) |